# Černá Voda (powiat Jesionik)
Černá Voda  (niem. Schwarzwasser) – miejscowość gminna położona w Czechach, w kraju ołomunieckim, w powiecie Jesionik.

## Historia
Pierwsza wzmianka o wsi pochodzi z 1284 roku. W pobliżu wsi znajduje się ruina zamku Kaltenštejn z XIII wieku.

## Podział administracyjny
Gmina dzieli się na następujące okręgi katastralne (osady):
- Černá Voda (Schwarzwasser)
- Nové Podhradí (Neukaltenstein)
- Rokliny (Schroppengrund)
- Staré Podhradí (Altkaltenstein)

## Literatura
- Vlastivěda šumperského okresu, Šumperk 1993.

## Linki zewnętrzne

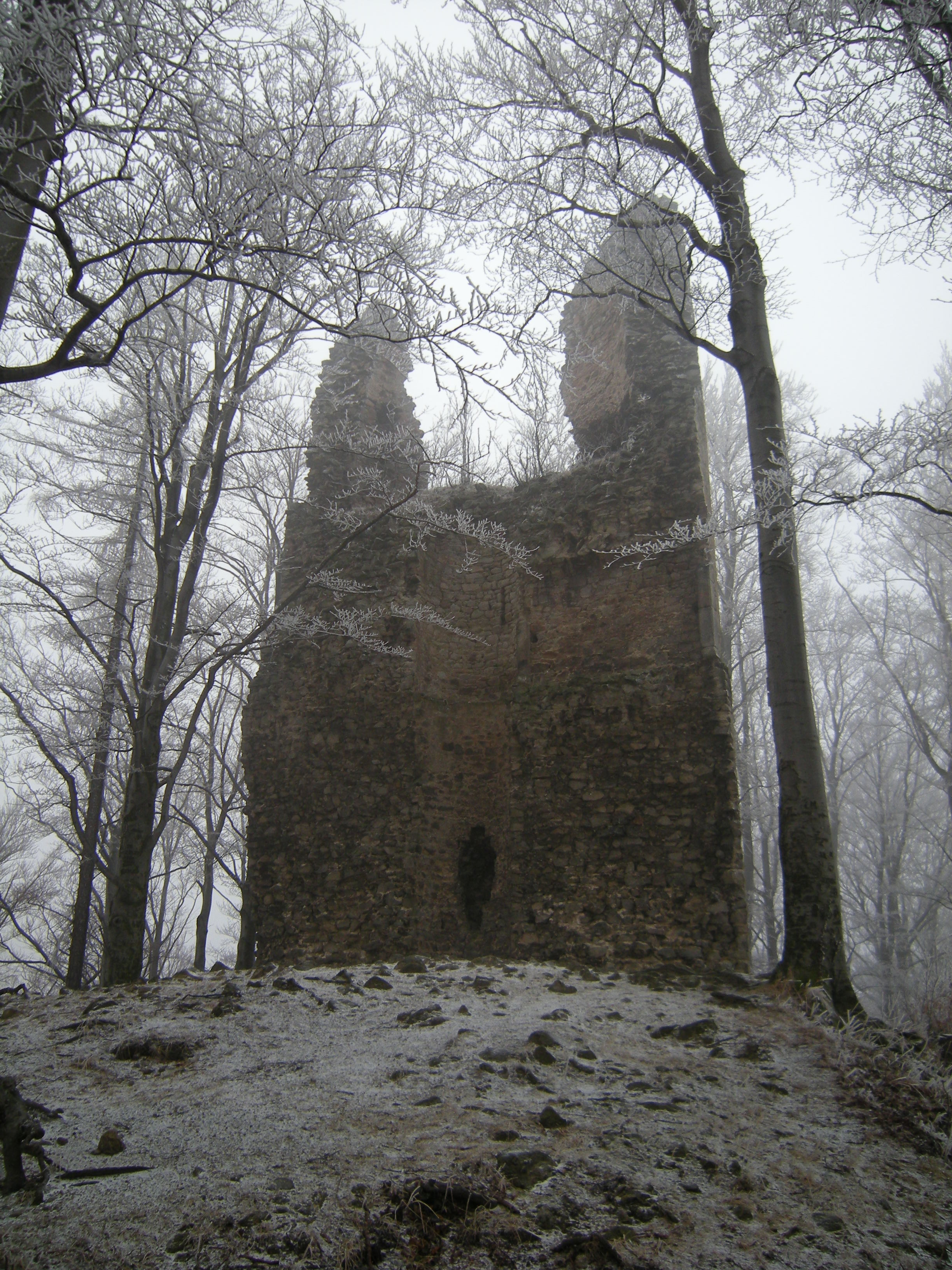
Ruiny zamku Kaltenštejn